# MeerMarkt
MeerMarkt was een Nederlandse supermarkt die onder de vlag van Prisma viel.
Alle winkels van MeerMarkt waren franchisevestigingen. Hierdoor bepaalde de lokale ondernemer de sfeer in de supermarkt.
De slogan van MeerMarkt was De Leukste winkel in de Buurt. Hieraan was ook de doelgroep af te lezen: het was een keten die vooral een wijkverzorgende functie had. Hierdoor had MeerMarkt in de kleinere dorpen een dominante positie.

## Kenmerken

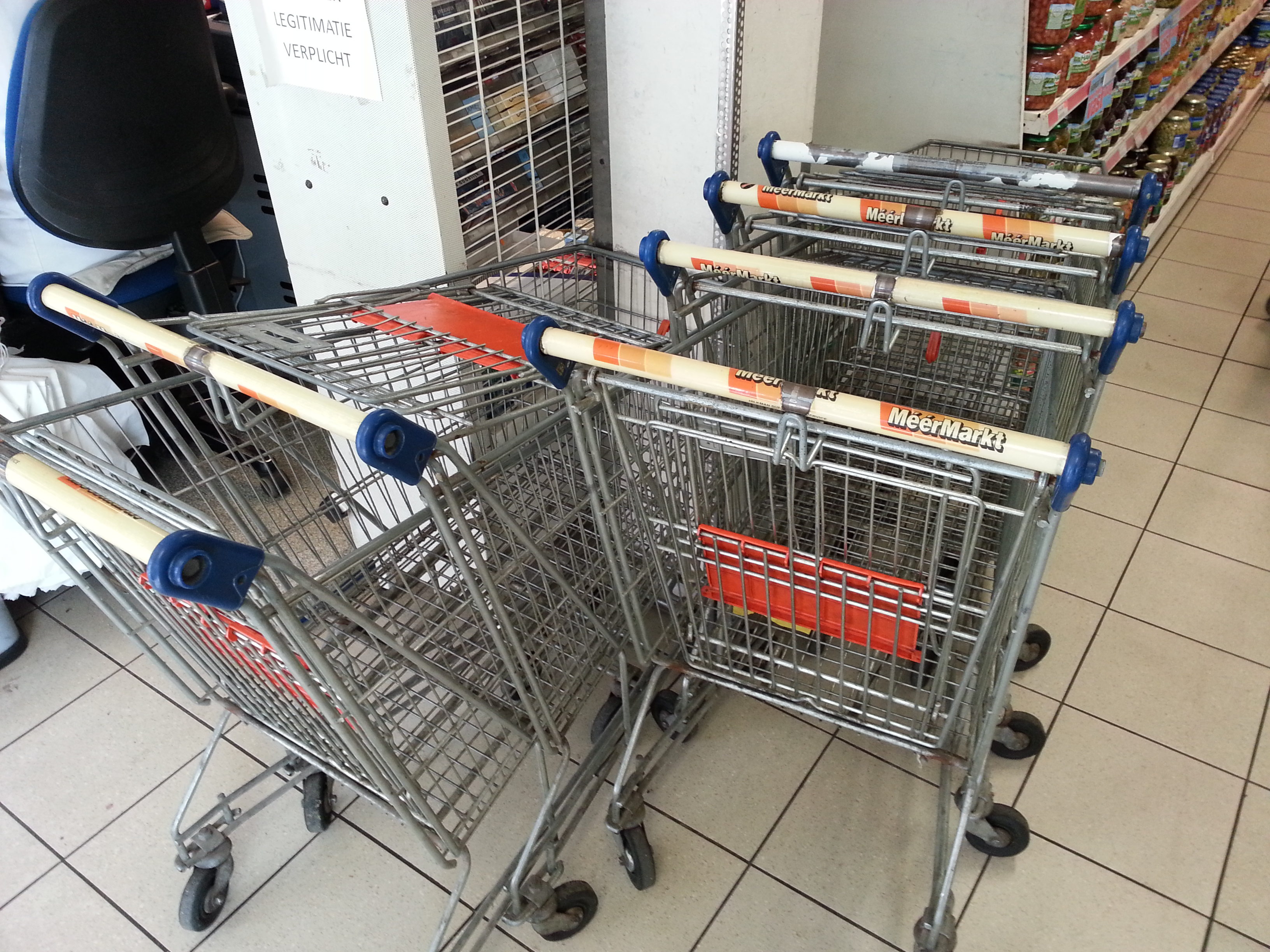
Winkelwagens van de MeerMarkt.

MeerMarkt richtte zich op vers. Daarnaast stonden service en de bereikbaarheid van de winkel in een hoog vaandel.
MeerMarkt behoorde vroeger tot Prisma Food Retail. Op 17 oktober 2000 werd bekend dat Sligro Food Group N.V. voornemens was Prisma Food Beheer over te nemen. Na goedkeuring door de NMa werd dat op 4 januari 2001 bekrachtigd en maakt Prisma Food Retail deel uit van Sligro Food Group.

## Het einde van MeerMarkt
Sligro en Sperwer (eerder voor 90% eigenaar van Spar) kwamen in 2007 overeen dat Sperwer de helft van zijn aandelen in Spar Holding B.V. overdroeg aan Sligro Food Group, in ruil voor MeerMarkt en Attent. Dit hield ook in dat de formule MeerMarkt geheel ging verdwijnen. Grotere winkels werden Golff (Sligro/Prisma), het gros ging naar Spar en kleinere winkels naar Attent. Ook stapten enkele Meermarkten naar een andere formule over.
De MeerMarkt is hierdoor uit het straatbeeld verdwenen. Attent bleef nog tot 2018 bestaan, maar hanteerde al het huismerk van Spar. Op de gevels van de winkels stond de tekst "Lid van Spar".